# Закон Украины «О защите конституционного строя в сфере деятельности религиозных организаций»
Закон Украины «О защите конституционного строя в сфере деятельности религиозных организаций» (неофициально известный как «Закон о запрещении Украинской православной церкви» и «Закон о запрещении Русской православной церкви в Украине») — закон, принятый Верховной Радой Украины 20 августа 2024 года. Закон принят 265 голосами народных депутатов. Против голосовали – 29, воздержалось – 4, не голосовали – 23.
Закон определяет критерии и последствия запрета деятельности иностранных религиозных организаций и их филиалов, особенности прекращения по мотивам пропаганды идеологии «русского мира» и прямым указанием запрещает деятельность Русской православной церкви в Украине в лице Украинской православной церкви (Московского Патриархата). Вопреки некоторым утверждениям в Интернете, этот запрет не распространялся на восточное православие в целом.
Еще до начала судебных процессов по запрету религиозных организаций власти смогут забрать из аренды таких структур государственное или коммунальное имущество. Речь идет о храмах-памятниках архитектуры, договоры об аренде которых закон фактически разрывает автоматически через несколько месяцев после одобрения. По источникам BBC — это около трёх тысяч общин УПЦ, имеющих в употреблении старинные храмы.

## Предмет
Закон Украины «О защите конституционного строя в сфере деятельности религиозных организаций» делает невозможным деятельность религиозных организаций, руководствующихся государством, осуществляющим агрессию против Украины.
Иностранная религиозная организация — религиозная организация (в том числе религиозное управление, объединение, центр), которая является юридическим лицом, образованным и/или зарегистрированным в соответствии с законодательством другого государства, имеет местонахождение за пределами Украины. Иностранные религиозные организации могут осуществлять деятельность в Украине, при условии, что их деятельность не вредит национальной или общественной безопасности, охране публичного порядка, здоровью, морали, правам и свободам других лиц.
Часть вторая статьи второй Закона определяет критерии для запрещения деятельности иностранных религиозных организаций, в частности:
1. находятся в государстве, которое признано совершившим или осуществляющим вооружённую агрессию против Украины и/или временно оккупировала часть территории Украины;
2. прямо или косвенно (в том числе через публичные выступления руководителей или других органов управления) поддерживают вооруженную агрессию против Украины. К иностранным религиозным организациям, которые находятся в государстве, которое признано совершившим или совершающим вооружённую агрессию против Украины и/или временно оккупировав часть территории Украины, относятся иностранные религиозные организации (в том числе религиозные управления, объединения, центры), руководящий центр (управление) которых находится за пределами Украины в соответствующем государстве-агрессоре.
3. Иностранные религиозные организации, деятельность которых запрещена в соответствии с настоящей статьёй, определяются статьёй 3 настоящего Закона.

Часть первая статьи третьей Закона прямо запрещает деятельность в Украине Русской православной церкви (РПЦ), поскольку Закон отмечает её как «идеологическое продолжение режима государства-агрессора, соучастницу военных преступлений и преступлений против человечности, совершаемых от имени Российской Федерации и идеологии русского мира».
Деятельность религиозных организаций, аффилированных с иностранной религиозной организацией, деятельность которой в Украине запрещена, в том числе непосредственно или как составная часть другой религиозной организации или при наличии других признаков, установленных статьей 51 Закона Украины «О свободе совести и религиозных организациях», не допускается и такие религиозные организации прекращаются в установленном законом порядке.
Список религиозных организаций в Украине, аффилированных с иностранной религиозной организацией, деятельность которой в Украине запрещена, утверждается приказом центрального органа исполнительной власти (ЦОИВ), реализующего государственную политику в сфере религии, и обнародуется на его официальном веб-сайте. В случае, установленном законом, деятельность в Украине иностранной религиозной организации, которая находится в государстве, которая признана совершившим или осуществляющим вооружённую агрессию против Украины и/или временно оккупировавшей часть территории Украины, деятельность которой в Украине запрещена, прекращается со дня вступления в силу настоящим Законом или законом о внесении соответствующих изменений в этот Закон.
Согласно статье пятой Закона запрещается использование религиозных организаций для пропаганды идеологии «русского мира», в том числе популяризации такой идеологии. При применении этого положения учитываются факты распространения пропаганды идеологии «русского мира» как непосредственно религиозной организацией, так и её уставными или другими органами управления, другими лицами, действующими от их имени по заданию или с разрешения или в соответствии с другим способом согласования независимо от формы такого согласования. Рассмотрение вопроса о подтверждении фактов использования религиозной организации для пропаганды идеологии «русского мира» осуществляется ЦОИВ, реализующим государственную политику в сфере религии. При рассмотрении могут использоваться выводы религиоведческой экспертизы, информация других ЦОИВ, данные публичных электронных реестров, а также информация, полученная от физических и/или юридических лиц, из медиа и других открытых источников.

### Процедура запрета
Процедура прекращения и запрета религиозных организаций, аффилированных с иностранной религиозной организацией, прописана, в основном, во второй части закона как заключительные положения, занимающие преобладающую часть закона.
Религиозные организации, подозреваемые в сотрудничестве с РПЦ, будут проверяться соответствующей экспертной комиссией. Её должна создать Государственная служба Украины по этнополитике и свободе совести (Госэтнополитики). Если комиссия зафиксирует нарушения, ДЭСС выдаст предписание церкви на исправление ситуации. Украинские религиозные организации, аффилированные религиозными организациями государства-агрессора, будут иметь 9 месяцев, чтобы разорвать связи со своим руководящим центром.
Если связи с государством-агрессором не будут прекращены, Госэтнополитики подаст на это конкретное юридическое лицо иск в суд, который и будет иметь право принять решение о запрете.

### Последствия запрета
Статья 4 Закона определяет последствия запрета деятельности в Украине иностранной религиозной организации. В частности, Совет национальной безопасности и обороны Украины применяет ограничительные меры (санкции) к иностранным религиозным организациям, деятельность которых в Украине запрещена, в порядке, установленном Законом Украины «О санкциях» и нормативно-правовыми актами, принятыми на его исполнение.
Сделки, связанные с использованием имущества (аренды, найма, лизинга, других форм пользования чужим имуществом), срок действия которых не истёк, совершены между резидентами Украины и соответствующей иностранной религиозной организацией, деятельность которой в Украине запрещена, а также с зарегистрированными в Украине юридическими лицами, собственником, участником которых является иностранная религиозная организация, которые не привели свою деятельность в соответствие с настоящим Законом в срок, прекращаются досрочно.
Иностранная религиозная организация, деятельность которой в Украине запрещена, не может быть собственником, участником зарегистрированных в Украине юридических лиц. В случае если юридическое лицо не приведет состав участников в соответствие с настоящим Законом в течение трёх месяцев со дня запрета деятельности в Украине соответствующей иностранной религиозной организации, такое юридическое лицо прекращается на основании решения суда по результатам рассмотрения иска ЦОИВ, реализующего государственную политику в сфере религии.
Отношения и/или связи и/или коммуникации религиозных организаций, в том числе религиозных общин, других юридических лиц частного права с иностранными религиозными организациями, деятельность которых в Украине запрещена, не допускаются, кроме случаев, если они осуществляются по согласованию ЦОИВ, что реализует государственную политику в области религии. Для получения согласования лицо должно обращаться в ЦОИВ, реализующее государственную политику в сфере религии, с соответствующим заявлением. К заявлению прилагается информация с обоснованием необходимости отношений и/или связей и/или коммуникаций.
Религиозная организация, действующая в Украине, не может иметь руководящий центр за пределами Украины в государстве, которое признано агрессией против Украины и/или временно оккупировала часть территории Украины, а также входить в структуру (быть частью) иностранной религиозной организации, или быть иным образом аффилированным с такой религиозной организацией.

## История
В Верховной Раде Украины было зарегистрировано 11 законопроектов о запрете или ограничении деятельности иностранных религиозных организаций и их филиалов.
20 декабря 2018 года Верховная Рада Украины приняла закон «О внесении изменений в Закон Украины „О свободе совести и религиозных организациях“», по которому обязала изменить название церкви как таковой, руководящий центр которой находит в государстве, осуществившем военную агрессию против Украины.
После начала полномасштабного российского вторжения в Украину ряд местных советов начали принимать решение о приостановлении деятельности или о запрете деятельности УПЦ МП на территории своих общин, хотя такие решения не имеют юридической силы. Ряд областных, районных, городских, поселковых и сельских советов обратились к Верховной Раде Украины, премьер-министру и Президенту Украины с просьбой законодательно запретить деятельность УПЦ МП в Украине.
В мае 2022 года состоялся Собор УПЦ МП, где были внесены изменения в устав, изъяты упоминания о РПЦ, кроме упоминания о Грамоте Патриарха Московского и всея Руси Алексия II. Предстоятель ПЦУ Митрополит Киевский Епифаний отмечал, что «заседание этого Собора ничего не изменило, организация сохранила единство с РПЦ».
27 декабря 2022 года Конституционный суд признал конституционным закон «О свободе совести и религиозных организациях», предусматривающий переименование УПЦ.
29 марта 2023 года Украина расторгла договор с УПЦ МП об аренде Киево-Печерской лавры. В начале 2023 года началось возвращение Почаевской Успенской лавры государству из-за того, что срок соглашения об аренде с УПЦ МП завершился. В июне 2023 года стало известно, что Донецкая областная военная администрация планирует пересмотреть договор аренды с УПЦ МП по бессрочному пользованию Святогорской лаврой.
1 декабря 2022 года Президент Украины Владимир Зеленский ввёл в действие решение СНБО о запрете деятельности в Украине религиозных организаций, аффилированных с центрами влияния в РФ. Соответствующий законопроект Кабинет Министров Украины внёс в Верховную Раду Украины 19 января 2023 года, и предполагалось, что депутаты вынесут его на рассмотрение в мае 2023 года. Однако 23 сентября 2023 года Председатель Верховной Рады Украины Руслан Стефанчук заявил, что голосов за запрет УПЦ МП нет, ведь идёт внутренняя дискуссия.
5 октября 2023 года в Верховной Раде Украины собрали 226 подписей на обращение к председателю парламента Руслану Стефанчуку о внесении в зал на голосование запрета религиозных организаций, аффилированных с иностранной религиозной организацией государства-агрессора.
19 октября 2023 года Верховная Рада Украины приняла законопроект в первом чтении.
2 ноября 2023 года Шестой апелляционный административный суд оставил в силе решение суда первой инстанции, чем подтвердил законность требования о переименовании УПЦ согласно Закону, принятому в 2018 году.
В марте 2024 года в Верховную Раду Украины поступило письмо с угрозами от главы юридической компании «Amsterdam & Partners LLP» Роберта Амстердама, которое финансируется находящимся под украинскими санкциями экс-депутатом Вадимом Новинским по поводу законопроекта о запрете Русской православной церкви в Украине.
17 апреля 2024 года Парламентская ассамблея Совета Европы признала РПЦ инструментом кремлёвской пропаганды «русского мира».
28 мая 2024 года представители украинских общественных организаций и движений выступили с общим призывом к руководству парламента и властному большинству безотлагательно принять закон о запрете РПЦ и постановление о деколонизации названий населённых пунктов Украины.
21 июля 2024 года стало известно, что 70 депутатов Верховной Рады Украины выступили с ультимативным требованием к руководству парламента и президентской фракции относительно окончательного запрета УПЦ МП.
17 августа 2024 года Всеукраинский совет церквей и религиозных организаций (ВСЦиРО) поддержал законодательную инициативу по запрету деятельности религиозных организаций, связанных с РФ.
20 августа 2024 года Верховная Рада Украины проголосовала во втором чтении и в целом за законопроект №8371, предусматривающий запрет деятельности религиозных организаций, руководящий центр которых расположен в стране-агрессоре.

## Реакция

### Государства и международные организации
- Ватикан: 25 августа 2024 года Папа Римский Франциск в воскресной проповеди осудил запрет УПЦ МП, заявив:Я продолжаю с болью следить за боями на Украине и в Российской Федерации, и, думая о недавно принятых нормах законодательства в Украине, я испытываю страх за свободу молящихся, потому что те, кто действительно молится, всегда молятся за всех. Вы не совершаете зло, потому что вы молитесь. Если кто-то совершит зло против своего народа, он будет виновен в этом, но он не может совершить зло, потому что он молился. И тогда пусть молятся те, кто хочет молиться в том, что он считает своей Церковью. Пожалуйста, не упраздняйте прямо или косвенно ни одну христианскую церковь. Церкви не трогают![52][53]

- - 27 августа Президент Украины Владимир Зеленский на пресс-конференции объяснил высказывание Папы Римского «влиянием РФ за рубежом» и призвал работать, чтобы «одно заявление завтра заменилось другим заявлением»[54].
- Всемирный совет церквей: в августе 2024 на сайте ВСЦ было опубликовано заявление, согласно которому ВСЦ «глубоко встревожен возможностью неоправданного коллективного наказания всей религиозной общины и нарушения принципов свободы религии или убеждений согласно новому закону, принятому Радой Украины 20 августа 2024 года».Мы вновь призываем украинское правительство проявлять осторожность в отношении мер, которые рискуют нарушить фундаментальное право на свободу религии или убеждений и подорвать социальную сплоченность в это время чрезвычайного положения в стране», – считают в межхристианской организации. В документе указывается на необходимость уделять должное внимание принципам международного права, естественной справедливости и надлежащим правовым процедурам при совершении любых действий в связи с этим новым законом. Ни преступления отдельных лиц, ни историческая принадлежность конкретного религиозного образования не могут быть достаточным основанием для принятия мер, равносильных коллективному наказанию живой совершающей поклонение религиозной общины в Украине, – отмечается в заявлении Всемирного совета церквей. – Правительство Украины несет ответственность за защиту прав всех своих граждан.[55][56]

- Россия: 20 августа 2024 года официальный представитель МИДа России Мария Захарова назвала запрет УПЦ МП «уничтожением» истинного православия, а ПЦУ — раскольнической «квазицерковью»[57]. 27 августа пресс-секретарь президента РФ Дмитрий Песков назвал закон о запрете УПЦ нападением на свободу вероисповедания[58]. По мнению экс-президента России Дмитрия Медведева, запретом УПЦ украинские власти превзошли советские гонения, а сам запрет приведёт к разрушению государства[59].
- США: 9 апреля 2024 года поступило официальное письмо в Украину от комиссии США по международной религиозной свободе[англ.], в котором выражается обеспокоенность ситуацией, вызванной рассмотрением в Верховной Раде законопроекта № 8371. В конце апреля 2024 года Украина направила ответ[60].

### Религиозные организации
- Константинопольская православная церковь: Патриарх Константинопольский Варфоломей I заявил о поддержке мер, направленных на благо для Украины, в частности анонсированной президентом Владимиром Зеленским инициативы по духовной независимости государства[61].
- Антиохийская православная церковь: Патриарх Антиохийский Иоанн X в письме Митрополиту Киевскому Онуфрию выразил поддержку УПЦ МП, назвав законопроект о её запрете «коллективным наказанием миллионов верующих, единственный "грех" которых заключается в том, что они остаются верными православной вере, полученной от святых по апостольскому преемству». Мы еще раз заверяем вас, что не пожалеем усилий, чтобы возвысить голос в вашу защиту и обратиться ко всем добрым людям в этом мире, особенно ко всем христианским лидерам, правительствам, международным организациям и защитникам прав человека и религиозных свобод, с просьбой положить конец совершаемым против вашей Церкви религиозной дискриминации и насилию, являющимся опасным прецедентом в двадцать первом веке, который нельзя терпеть и увековечивать.[62]
- Иерусалимская православная церковь: Архиепископ Севастийский Феодосий назвал действия украинских властей по запрету УПЦ МП гонениями и обвинил правозащитные организации мира в молчании и бездействии.Прискорбно и печально то, что при нынешних гонениях имеют место разрушения и разграбления храмов, хищение пожертвований, аресты епископов и священников, преследования их и тех верующих, кто не желает менять своей церковной принадлежности. К сожалению, сегодня все это происходит на наших глазах, и весь мир наблюдает, но никто ничего не делает.[63]
- Русская православная церковь: 22 августа 2024 года Священный синод Русской православной церкви осудил закон, считая его несовместимым с концепцией верховенства права и «кульминацией уничтожения большинства религиозных общин». В нем обвинили Вселенского патриарха Варфоломея, назвав его роль негативной, а решения односторонними, поспешными и противоречащими духу священных правил, которые лишь усилили церковный раскол в Украине, но не вылечили его[64]. 24 августа Патриарх Московский и всея Руси Кирилл обратился к религиозным лидерам мира с просьбой о поддержке и молитве за верующих УПЦ[65].
  - Русская православная церковь заграницей: в январе 2023 года Митрополит Берлинский и Германский Марк сравнил готовящийся законопроект с преследованиями христиан в нацистской Германии и заявил, что «сейчас на Украине Церковь преследуют сильнее, чем во времена Гитлера»[66]. 20 августа 2024 года управляющий делами канцелярии Архиерейского синода РПЦЗ протоиерей Серафим Ган завил, что запрет УПЦ только укрепит авторитет Митрополита Киевского и всея Украины Онуфрия[67]. В августе 2024 года епископ Сиэтлийский Феодосий назвал закон о запрете «беззаконным вмешательством в дела Церкви» и выразил надежду в преодолении УПЦ МП «вызванного властями раскола»[68][69].
- Сербская православная церковь: Патриарх Сербский Порфирий направил письмо поддержки митрополиту Онуфрию, заявив о том, что «с глубоким возмущением» приняли новость о принятии закона. Патриарх вспомнил, как Церковь Сербии запрещали и преследовали во время Второй мировой войны: «[Это] повторяет Голгофу, сценарий также распинает ее [Украинскую православную церковь] на новом кресте страданий, а украинское общество возвращает ко временам римских гонений на Церковь»[70][71].
- Румынская православная церковь: в сентябре 2024 года викарий митрополии Германии, Центральной и Северной Европы епископ Брашовский Софиан в беседе с архиепископом Белогородским Сильвестром выразил благодарность и молитвенную поддержку Митрополиту Киевскому Онуфрию и всей Украинской православной церкви[72].
- Болгарская православная церковь: 21 августа 2024 года Патриарх Болгарский Даниил заявил в разговоре с послом США в Болгарии, что Украинская православная церковь испытывает «разные ограничения» из-за дискриминационной политики. Он выразил уверенность, что наблюдающие за религиозными процессами «демократические силы мира» примут во внимание «эти тревожные тенденции» в Украине и будут способствовать гарантированию свободы вероисповедания, права вероисповедания и неприкосновенности собственности УПЦ МП[73]. Позднее, 26 августа Патриарх Даниил в проповеди призвал болгарских верующих молиться за сохранение УПЦ[74].
- Албанская православная церковь: 26 августа 2024 года Албанская православная церковь опубликовала заявление, в котором назвала Закон о запрете УПЦ МП абсурдным и «несправедливой и репрессивной мерой», а также подчеркнула солидарность с УПЦ и её верующими[75][76].
- Православная церковь Чешских земель и Словакии: в сентябре 2024 года Священный Синод Православной церкви Чешских земель и Словакии осудил закон, выразив поддержку Митрополиту Киевскому и всея Украины Онуфрию и верующим УПЦ[77].
- Македонская православная церковь: в сентябре 2024 года Священный Синод МПЦ ОА осудил закон о запрете УПЦ, назвав его «лишением религиозных прав миллионов верующих»[78].
- Украинская православная церковь (Московского патриархата): в октябре 2023 года УПЦ МП выступила против законопроекта, аргументировав, что законопроект не соответствует Европейской конвенции по правам человека и Конституции Украины. В УПЦ МП отмечают, что законопроект «по сути своим содержанием направлен на запрет Украинской православной церкви»[79]. После окончательного принятия законопроекта 20 августа 2024 года митрополит Климент заявил, что «Украинская православная церковь и дальше будет жить как истинная церковь. Возможно, и запрещает УПЦ МП, но Украинская православная церковь не имеет приставки МП»[80].
- Православная церковь Украины: 8 марта 2024 года Священный синод Православной церкви Украины призвал Верховную Раду как можно быстрее принять законопроект, запрещающий подчинение любых украинских религиозных организаций российским религиозным и государственным центрам[81]. 21 августа 2024 года Митрополит Киевский и всея Украины Епифаний заявил, что готов к диалогу с митрополитом Онуфрием, а верующих призывает отвергнуть "российское иго"[82].
- Украинская православная церковь Киевского патриархата: 21 августа 2024 года предстоятель УПЦ КП Патриарх Киевский и всея Руси-Украины Филарет опубликовал заявление по поводу закона, в котором назвал инициативу запрета «конечно положительной», однако напомнил, что «попытки силой заставить приходы переходить в другую конфессию и неразумном воплощении закона в действие может негативно расположить верующих и духовенство к любым объединительным шагам и углубить разъединение внутри украинского православия»[83][84].
- Латинская церковь на Украине[укр.]: 17 августа 2024 года епископ Киевско-Житомирского диоцеза Виталий Кривицкий во время встречи ВСЦиРО заявил, что от УПЦ МП ожидали осуждения РПЦ и поддержал принятие законопроекта во втором чтении[85][86].
- Латинская церковь в России: в августе 2024 года ординарий католической Архиепархии Божией Матери архиепископ Паоло Пецци сделал заявление по поводу принятия закона, в котором напомнил, что «государство не имеет права злоупотреблять ограничением права на религиозную свободу»[87].
- Украинская греко-католическая церковь: в январе 2023 года предстоятель УГКЦ верховный архиепископ Святослав выразил сомнение относительно целесообразности запрета УПЦ МП. По его мнению, такое действие может помочь РПЦ[88].
- Армянская апостольская церковь: Католикос всех армян Гарегин II предупредил о негативном влиянии этого законодательства на духовную и каноническую жизнь православного населения[89].
- Коптская православная церковь: 27 августа 2024 года в ходе встречи монашеской делегации Коптской церкви с Патриархом Московским и всея Руси Кириллом глава делегации митрополит Тантский Павел выразил сочувствие пастве и духовенству УПЦ МП и пообещал молиться за них[90].
- Ассирийская церковь Востока: Католикос-патриарх Ассирийской церкви Востока Мар Ава III в письме патриарху Кириллу назвал закон о запрете УПЦ тираническим и посягающим на права и свободы верующих, а также выразил солидарность с верующими УПЦ[91].
- Российский объединенный союз христиан веры евангельской (пятидесятников): в августе 2024 года начальствующий епископ РОСХВЕ Сергей Ряховский осудил закон о запрете УПЦ, назвав его «возвращением к худшим временам Советского Союза» и заверил, что российские христиане молятся за своих братьев на Украине[92][93].
- Центральное духовное управление мусульман России: в апреле 2022 года пресс-служба ЦДУМ России назвала законопроект о запрете УПЦ противоправным, кощунственным, а также «создающим условия для дискриминации верующих и эскалации насилия на Украине»[94].
- Координационный центр мусульман Северного Кавказа: представитель КЦМСК председатель Международной исламской миссии муфтий Шафиг Пшихачев осудил закон о запрете УПЦ, назвав его «беспределом и богоборчеством»[95].
- Духовное собрание мусульман России: председатель ДСМР муфтий Москвы Альбир Крганов призвал отменить закон о запрете УПЦ, назвав его «уничтожающим свободу духовного выбора граждан Украины»[96].
- Федерация еврейских общин России: руководитель Департамента Федерации еврейских общин России по взаимодействию с правоохранительными учреждениями раввин Аарон Гуревич осудил поддержку закона о запрете УПЦ со стороны религиозных объединений, не причастных к христианским конфессиям, заявив, что «это их [религиозные объединения] не красит никак»[95].
- Объединение иудейских религиозных организаций Украины: в декабре 2023 года главный раввин Киева и Украины Яков Дов Блайх в интервью радиостанции «Голос Америки» заявил, что «те, кто ставит этот законопроект под сомнение, не понимают реалий жизни в Украине»[97].
- Буддийская традиционная сангха России: постоянный представитель БТСР в Москве Санжей-лама (Андрей Бальжиров) назвал закон о запрете УПЦ вопиющим актом и «ущемлением прав верующих»[95].
- Центральное духовное управление буддистов России: в августе 2024 года глава ЦДУБ России геше Йонтен (Сергей Киришов) осудил запрет УПЦ, сравнив его с советскими репрессиями 1937 года[98].

## Социология
Согласно опросу компании Info Sapiens, проведённому в январе 2023 года среди 1029 украинцев, 69 % респондентов считали себя православными, 41 % из них относились к ПЦУ, 4 % — к УПЦ (МП), 24 % не относились ни к одной церкви.
По опросу Киевского международного института социологии, проведённому в мае 2024 года среди 1220 украинцев, 82 % респондентов не доверяли УПЦ МП, 63 % — стремились к её полному запрету.